# 塚沢村
塚沢村（つかさわむら）は、群馬県の中部、群馬郡に属していた村である。

## 地理
- 河川：井野川、一貫堀川

## 歴史
- 1889年（明治22年）4月1日 - 町村制施行により西群馬郡塚沢村が成立する。
- 1896年（明治29年）4月1日 - 郡統合（西群馬郡と片岡郡）により群馬郡に属する。
- 1927年（昭和2年）4月1日 - 片岡村とともに高崎市へ編入される。